# Ivo Fürer
Jakob Andreas Ivo Fürer (Gossau, 20 de abril de 1930 – 12 de julho de 2022) foi bispo de St. Gallen de 1995 a 2005.

## Biografia
Ivo Fürer estudou teologia católica na Universidade de Innsbruck e direito canônico na Pontifícia Universidade Gregoriana de Roma. Em 1957 recebeu seu doutorado pela Gregoriana. Em 1954 foi ordenado sacerdote na colegiada de St. Gallen. De 1958 a 1963 foi vigário em Herisau e de 1963 a 1967 vigário em Altstätten. A partir de 1967 atuou como secretário episcopal e desde 1969 como vigário episcopal em St. Gallen. Em 1972 tornou-se presidente do sínodo suíço e diocesano, de 1977 a 1995 foi secretário geral do Conselho das Conferências Episcopais Europeias. Em 1991 foi eleito Reitor da Catedral.
Em 28 de março de 1995, Ivo Fürer foi eleito Bispo de St. Gallen e confirmado em 29 de março de 1995 pelo Papa João Paulo II. Seu predecessor, Dom Otmar Mäder, o consagrou bispo em 5 de junho de 1995; Co-consagradores foram os bispos Henri Salina, abade de Saint-Maurice, e Karl Lehmann, bispo de Mainz. Seu lema é: "Servir o povo de Deus".
Sua renúncia por seu 75.º aniversário foi em 16 de outubro de 2005 confirmada pelo Papa Bento XVI. Ele consagrou seu sucessor Markus Büchel como bispo.
Em 2005, ele recebeu um doutorado honorário da Universidade de Friburgo (Suíça) por seus serviços na implementação das preocupações do Concílio Vaticano II em nível diocesano, nacional e europeu. Em 2007 foi nomeado senador honorário da Universidade de St. Gallen, que assim reconheceu "sua importante contribuição para a promoção da abertura e da tolerância além das fronteiras religiosas e culturais".
Ele foi co-fundador do Grupo de Trabalho de Igrejas Cristãs na Suíça (AGCK). Desde sua aposentadoria, ele esteve envolvido como Presidente do Conselho da Fundação Fastenopfer e continua sendo membro da Conferência Episcopal Suíça, onde é responsável pelo departamento de assistência social e organizações de ajuda. Além disso, dirigiu desde 1997 o secretariado do Conselho das Conferências Episcopais Europeias com sede em St. Gallen. De 1998 a 2009 foi Presidente do Conselho de Curadores da organização de ajuda Fastenopfer.
Ivo Fürer foi membro da Associação de Estudantes Suíços.
Morreu em 12 de julho de 2022, aos 92 anos de idade.